# Лауттасаарі (станція метро)
60°09′34″ пн. ш. 24°52′44″ сх. д. / 60.15944° пн. ш. 24.87889° сх. д.

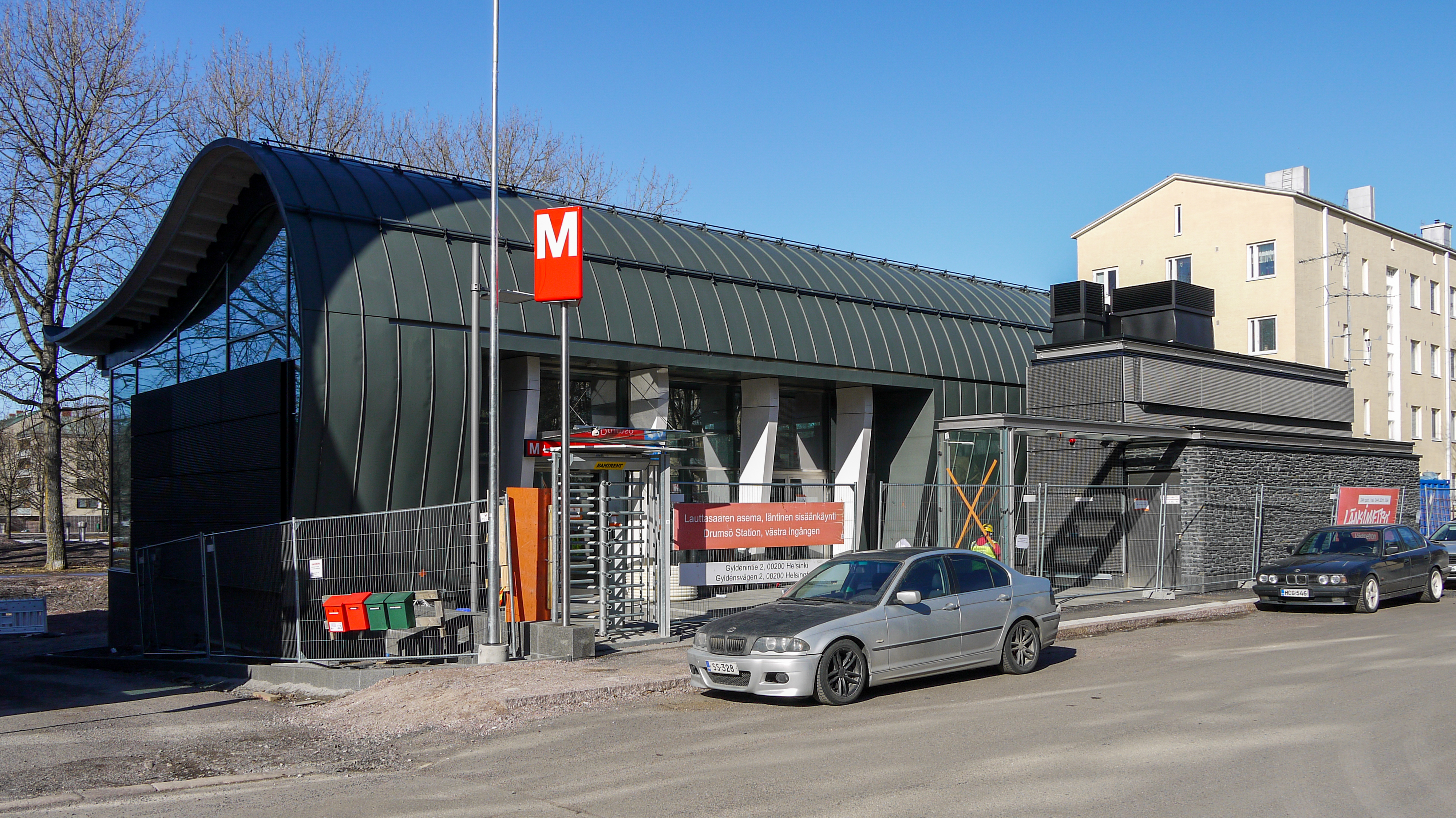
Павільйон станції Лауттасаарі

Лауттасаарі (фін. Lauttasaaren metroasema, швед. Drumsös metrostation) — одна з восьми станцій Гельсінського метрополітену, яка була відкрита 18 листопада 2017 року.
Станція розташована в районі Лауттасаарі, між станціями Руохолахті до якої 2,2 км і Койвусаарі до якої 1,6 км.
- Оздоблення: Кольорова гамма оздоблення станції — блакить, що символізує кригу та воду.
- Конструкція: Односклепінна станція глибокого закладення з однією острівною платформою. Глибина закладення — 30 м[1]
- Виходи до торгового центру Лауттіксен на розі вулиць Кауппанеувоксентіе та Отавантіє та на вулицю Юлденінтіе (фін. Gyldenintie). Планований пасажирообіг — 20000 осіб[2].
- Пересадка на автобуси: 20, 21, 21В, 112Н, 115А, 555